# Nuria Fernández
Nuria Fernández Domínguez (Luzern, 16 augustus 1976) is een Spaanse middellangeafstandsloopster, die gespecialiseerd is in de 1500 m. Ze nam driemaal deel aan de Olympische Spelen, maar won hierbij geen medailles. In 2010 werd ze Europees kampioene op de 1500 m, welke titel zij in 2012, geholpen door de schorsing van enkele van haar directe tegenstandsters, wist te prolongeren.

## Biografie
In 2000 nam Fernández deel aan de Olympische Spelen in Sydney. Ze werd uitgeschakeld in de halve finale van de 1500 m. Vier jaar later kwalificeerde Fernández zich een tweede keer voor de Olympische Spelen, maar opnieuw kwam ze niet verder dan de halve finale.
Op de Europese kampioenschappen in 2010 behaalde Fernández haar beste internationale resultaat. In de finale van de 1500 m kwam Fernández als eerste over de eindstreep en wordt zo Europees kampioene. 
In 2012 kan Fernández zich nog een derde keer kwalificeren voor de Olympische Spelen, maar ook dit keer eindigde haar olympisch avontuur in de halve finale van de 1500 m.

## Titels
- Europees kampioene 1500 m – 2010, 2012
- Spaans kampioene 800 m - 1996, 1999, 2011
- Spaans kampioene 1500 m - 2006, 2014
- Spaans kampioene 5000 m - 2012
- Spaans kampioene veldlopen - 2011, 2013
- Spaans kampioene 1 Eng. mijl op de weg - 2011
- Spaans indoorkampioene 800 m - 1998, 2000
- Spaans indoorkampioene 1500 m - 2001, 2005
- Spaans indoorkampioene 3000 m - 2009, 2014

## Persoonlijke records
Outdoor
| Afstand     | Prestatie    | Datum             | Plaats    |
| ----------- | ------------ | ----------------- | --------- |
| 800 m       | 2.00,35      | 10 september 2008 | Rovereto  |
| 1500 m      | 4.00,20      | 1 augustus 2010   | Barcelona |
| 1 Eng. mijl | 4.21,13 (NR) | 7 september 2008  | Rieti     |
| 2000 m      | 5.49,63      | 10 juni 2004      | Rivas     |
| 3000 m      | 8.38,05      | 9 juni 2010       | Huelva    |
| 5000 m      | 15.31,02     | 12 juni 2014      | Huelva    |

Indoor
| Afstand | Prestatie           | Datum            | Plaats   |
| ------- | ------------------- | ---------------- | -------- |
| 800 m   | 2.04,60             | 27 februari 1998 | Valencia |
| 1000 m  | 2.42,31             | 14 maart 2001    | Madrid   |
| 1500 m  | 4.01,77 (nat. rec.) | 14 februari 2009 | Valencia |
| 3000 m  | 8.49,49             | 8 maart 2009     | Turijn   |

## Palmares

### 800 m
- 1996:  Spaanse kamp. - 2.04,19
- 1998:  Spaanse indoorkamp. - 2.05,36
- 1999:  Spaanse kamp. - 2.02,61
- 2000:  Spaanse indoorkamp. - 2.05,33

### 1500 m
Kampioenschappen
- 2000: 10e in ½ fin. OS - 4.10,92
- 2001:  Spaanse indoorkamp. - 4.28,47
- 2001: 7e WK – 4.15,37
- 2001: 12e WK – 4.17,86
- 2002: 8e EK - 4.07,11
- 2004: 9e in ½ fin. OS - 4.07,68 (in serie 4.06,29)
- 2005:  Spaanse indoorkamp. - 4.25,72
- 2005: 7e EK indoor – 4.12,04
- 2006:  Spaanse kamp. - 4.12,22
- 2008: 6e IAAF Wereldatletiekfinale - 4.08,24
- 2009: 4e WK – 4.04,91
- 2010:  EK – 4.00,20
- 2011:  EK indoor – 4.14,04
- 2012:  EK - 4.08,80 (na DQ Aslı Çakır Alptekin', Gamze Bulut, Anna Misjtsjenko en Ekaterina Ishova)

- 2012: 9e in ½ fin. OS - 4.06,57

Golden League-podiumplekken
- 2004:  Meeting Gaz de France – 4.04,34

### veldlopen
- 2009: 23e EK - 29.13,  landenklassement
- 2010: 16e EK - 27.52,  landenklassement
- 2011: 24e WK - 26.39